# 白雪バンビ
白雪 バンビ（しらゆき ばんび、3月20日 - ）は、日本の漫画家。和歌山県出身。血液型はA型。
『ちゃお』（小学館）で『アイカツ!』のコミカライズを執筆・発表しているほか、その増刊枠の『ちゃおデラックス』や『ちゃお』本誌にてオリジナル作品を発表することがある。
2015年、体調不良を理由に漫画家としての活動が全くできない時期が約1年も続いたが、2016年から活動を再開するつもりである旨を本人のブログで語っている（2015年12月12日付および12月17日付の記事）。
活動再開後のブログにおいて、2011年まで『りぼん』の漫画家だった大岡さおりと同一人物であることを認めた（2016年2月20日付の記事）。

## 作品リスト
- まいごのハート(デビュー作・『ちゃおデラックス』2012年春の超大増刊号)
- S×Sｽﾍﾟｼｬﾙ×ｼｰｸﾚｯﾄ(『ちゃお』2012年6月号)
- 囚われストロベリー(『ちゃおデラックス』2012年初夏の超大増刊号)
- ロイヤル7デイズ(『ちゃお』2012年10月号 - 12月号)
- 太陽の声をきかせて(『ちゃおデラックス』2012年冬の大増刊号)
- ハルと魔法のカギ(原作：武内昌美原作、『ちゃお』2013年3月号 - 12月号)
- アイカツ!（企画・原作：サンライズ　原案：バンダイ、『ちゃお』2013年6月号 - 2014年2月号)
- とろけるマジカルフロマージュ(『ちゃおデラックス』2014年春待ち超大増刊号および『ちゃお』2014年9月号 - 12月号)
- アイカツ! 〜Secret Story〜（企画・原作：サンライズ　原案：バンダイ、『ちゃお』2014年3月号 - 2014年8月号)
- お菓子な国のアイス君(『ちゃおデラックス』2014年7月号)
- アイカツ! 〜NEXT PHASE〜（企画・原作：サンライズ　原案：バンダイ、『ちゃお』2014年9月号 - ）

## 書籍情報

### コミックス
- ロイヤル7days（ちゃおコミックス、単行本全1巻）

1. 2013年3月6日初版第1刷発行、ISBN 978-4091351456

- ハルと魔法のカギ（原作：武内昌美、ちゃおコミックス、単行本全2巻）

1. 2013年7月26日発売、ISBN 978-4091355584
2. 2013年12月25日発売、ISBN 978-4091357175

- アイカツ!（企画・原作：サンライズ　原案：バンダイ、ちゃおムック、既刊4巻）

1. 2013年9月27日発売、ISBN 978-4091010421
2. 2013年10月25日発売、ISBN 978-4091010438
3. 2014年2月26日発売、ISBN 978-4091010476
4. 2014年12月23日初版第1刷発行、ISBN 978-4091010490

- アイカツ! 〜Secret Story〜（企画・原作：サンライズ　原案：バンダイ、ちゃおコミックス、単行本全1巻）

1. 2014年9月1日発売、ISBN 978-4091363794

- とろけるまじかるフロマージュ（ちゃおコミックス、単行本全1巻 ）

1. 2014年12月30日初版第1刷発行、ISBN 978-4091367136

### イラスト
- ずーっといっしょの心友チョコレート（文：神山歩、ちゃおノベルズ）カバーイラストを担当。挿絵イラストは、ふじたはすみ、柏ぽちと共同担当。

1. 2013年1月14日初版第1刷発行、ISBN 978-4092895652

- JKおやじ！（作：加藤みのり、ちゃおコミックス）第1巻にイラストを寄稿している。

1. 2016年9月1日初版第1刷発行、ISBN 978-4-09-138622-9